# 제5군수지원여단
제5군수지원여단(第五軍需支援旅團, 5th Logistics Support Brigade, 별명: 천보산부대)은 대한민국 육군 제5군단의 전투근무지원 여단이다. 2019년 1월 1일에 부대가 개편되면서 명칭이 제2군수지원사령부(2군지사)에서 현재로 변경되었다.

## 역사
처음에 제105행정지원사령부로서 1966년 6월 1일에 창설되어, 1971년 1월 1일에 제2군수지원사령부로 재편되었다.
2년 뒤, 베트남 전쟁에서 귀환한 주월한국군사령부를 7월 1일에 재편성한 제3야전군으로 제3군수지원사령부과 함께 전속하였다.
2018년 12월 31일, 오랫동안 지체되었던 지상작전사령부의 설립계획이 진행되어 제1,3야전군이 폐지되고 제2군수지원사령부는 군단 중심의 군수지원 계획에 의해 제5군단의 부대로 재편성되었다. 제6, 7군단의 지원임무는 제1군수지원사령부 예하 제6, 7군수지원단으로 넘어갔다.

## 편성

### 제5군수지원여단
- 제15보급대대
- 제55탄약대대
- 제95정비대대
- 제605수송대대
- 제5의무보급정비대
- 제5예방의무근무대

### 제2군수지원사령부
- 본부근무대
- 통신중대
- 보급대
  - 제15보급대대
  - 제16보급대대
- 정비대
  - 제85정비대대
  - 제86정비대대
  - 제95정비대대
  - 제96정비대대
- 수송대
  - 제601수송대대
  - 제605수송대대
  - 제606수송대대
- 급양대
  - 제5급양대
  - 제6급양대
  - 제7급양대
- 탄약대
  - 제55탄약대대
  - 제56탄약대대
  - 제57탄약대대
- 기타
  - 제2의무대
  - 제2식품검사대
  - 제3정비근무대
  - 제5정비근무대

## 기록

### 배속
- 1973년 7월 1일, 제3야전군
- 2019년 1월 1일, 제5군단

### 계보
- 1966년 6월 1일, 제105행정지원사령부
- 1971년 1월 1일, 제2군수지원사령부 (2nd Logistics Support Command)
- 2019년 1월 1일, 제5군수지원여단 (5th Logistics Support Brigade)